# Laelius parcepilosus
Laelius parcepilosus är en stekelart som beskrevs av Vikberg 2005. Laelius parcepilosus ingår i släktet Laelius, och familjen dvärggaddsteklar. Enligt den finländska rödlistan är arten nära hotad i Finland. Arten har ej påträffats i Sverige. Artens livsmiljö är byggnader.